# Koafinkar
Koafinkar (Rhodacanthis) är ett litet fågelsläkte i familjen finkar inom ordningen tättingar. Släktet omfattar arter som tidigare förekom i Hawaiiöarna men som nu är utdöda, varav två endast är kända från fossila lämningar:
- Mindre koafink (R. flaviceps) – utdöd 1892
- Större koafink (R. palmeri) – utdöd 1896
- Saxnäbbskoafink (R. forfex) – förhistorisk
- Oahukoafink (R. litotes) – förhistorisk